# Wereldkampioenschappen tafeltennis 2010
Het wereldkampioenschap tafeltennis 2010 werd van 23 tot 30 mei 2010 gehouden in de Olympic Indoor Arena te Moskou. Het is de vijftigste editie van dit kampioenschap. Zowel bij de mannen als bij de vrouwen begon China aan het toernooi als titelverdediger. Het aantal deelnemende landen vormde zowel bij de mannen (109) als de vrouwen (81) een nieuw record. Het vorige record stamde uit 2006, toen er 104 mannenploegen en 79 vrouwenteams deelnamen.

## Mannen

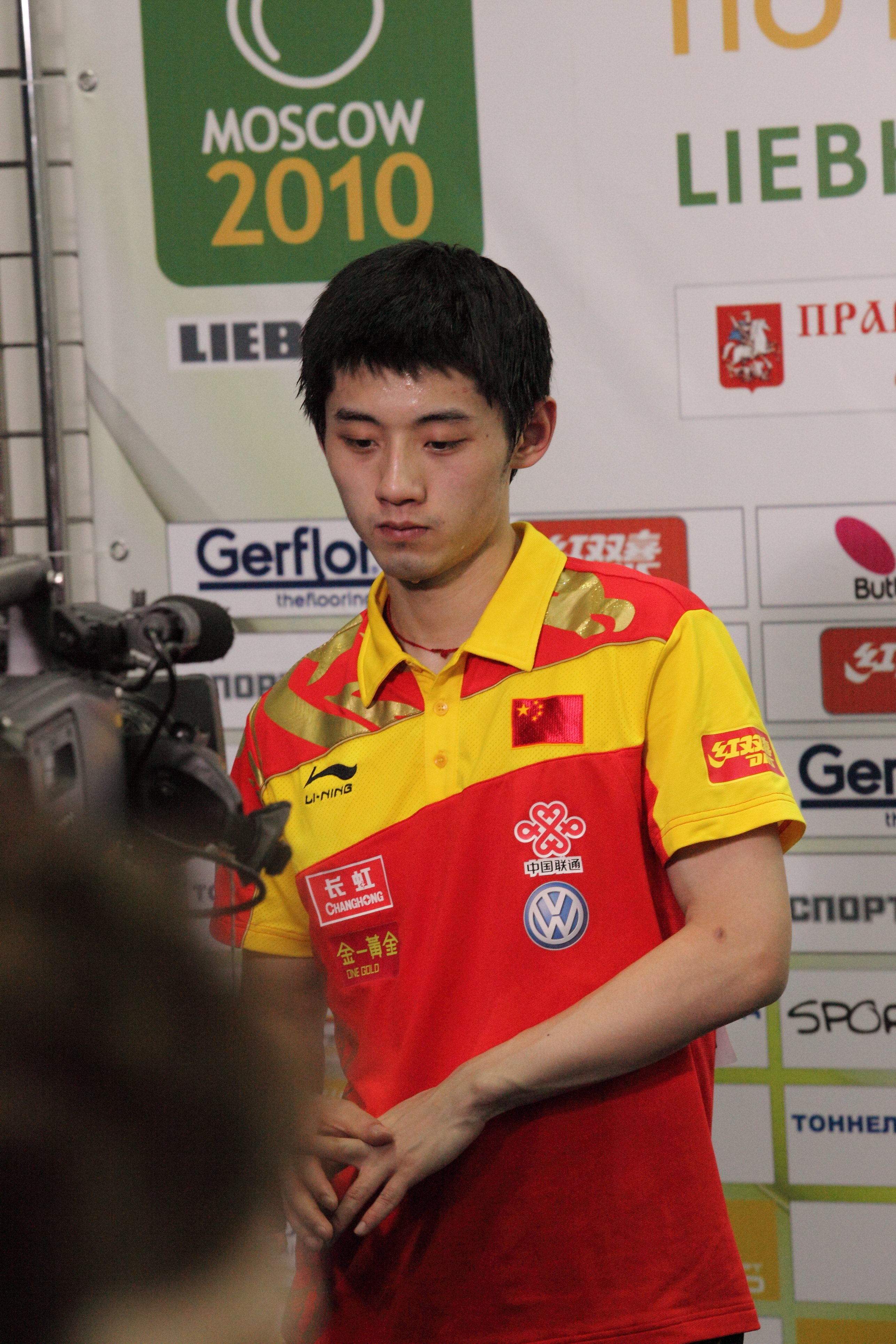
Zhang Jike

De finale ging tussen China (3-0 winst in de halve finale tegen Japan) en Duitsland (3-1 winst in de halve finale tegen Zuid-Korea). De Duitsers kwamen met 1-0 voor dankzij een 3-2 winst van kopman Timo Boll op Ma Long. Daarna trok Ma Lin de stand gelijk door Dimitrij Ovtcharov met 3-0 te kloppen. Zhang Jike bracht China met 2-1 voor met een 3-1 winst tegen Christian Süß. Een 3-1 zege van Ma Lin op Boll bracht de Chinezen definitief de vijfde wereldtitel op rij.
België tuimelde twee jaar eerder uit de kampioenschapsdivisie. Het team met Benjamin Rogiers, Jean-Michel Saive en Yannick Vostes won in 2010 al zijn wedstrijden in de groepsfase en streed mee om de winst in divisie 2. In de halve finale verloren de Belgen van Turkije. Het team van kapitein Martin Bratanov verloor daarna de troostfinale van Slowakije, waardoor België op plaats 28 eindigde. Net niet genoeg om op het volgende WK weer in de kampioenschapsdivisie te mogen uitkomen. 
Het mannenteam van Nederland bestond uit Casper ter Lüün, Gregor Förster, Michel de Boer, Wai-Lung Chung en Boris de Vries. Zij verloren van achtereenvolgens Turkije (0-3), Noorwegen (1-3, De Boer won van Eric Berner), de Verenigde Staten (1-3, Ter Lüün won van Peter Li) en Canada (0-3). Daarmee eindigde de ploeg als 48ste en laatste in divisie 2, waardoor het land op het volgende kampioenschap in divisie 3 uitkomt.

## Vrouwen

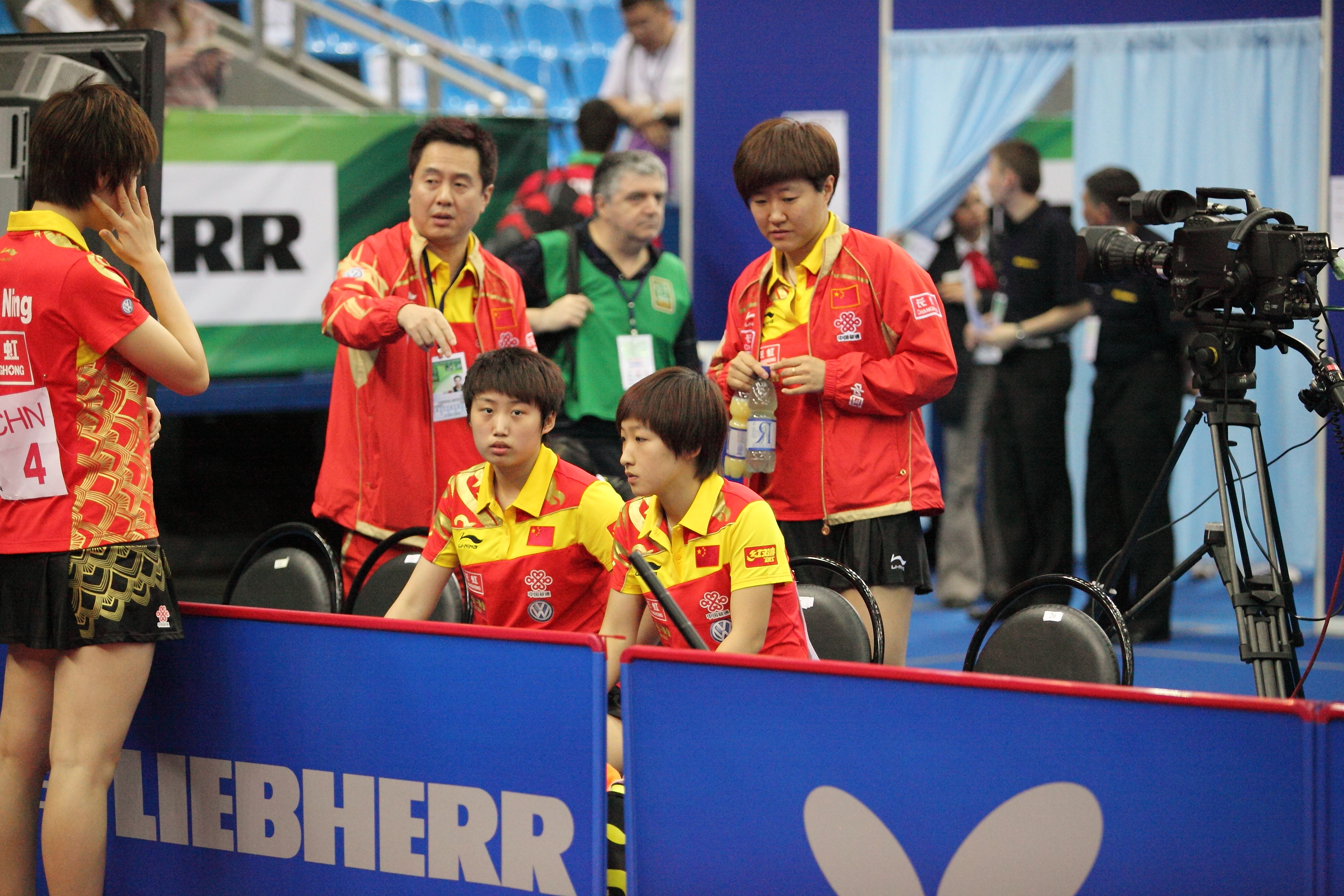
Het vrouwenteam

De finale ging tussen China (dat de halve finale met 3-0 won van Japan) en Feng Tian Wei, Wang Yue Gu en Sun Bei Bei van Singapore (die hun halve finale met 3-0 wonnen van Duitsland). Nadat Tian Wei won van Ding Ning (3-2) en Yue Gu van Liu Shiwen (3-1), bracht Guo Yan China terug naar 2-1 tegen Bei Bei (1-3). Tain Wei bezorgde Singapore in de vierde partij de wereldtitel door met 3-2 van Shiwen te winnen. De vrouwenploeg van Singapore werd daarmee voor het eerst in de geschiedenis wereldkampioen. Voor het team van China was het zilver na acht opeenvolgende wereldtitels het eerste verloren WK sinds 1991, toen het gezamenlijke team van Korea te sterk was.
Nederland reisde af naar Moskou met een team bestaande uit Li Jiao, Li Jie, Jelena Timina en reservespeelsters Carla Nouwen en Linda Creemers. De ploeg werkte zich langs Spanje en Polen, maar in de kwartfinale was regerend wereldkampioen China met 3-0 te sterk voor Jiao, Jie en Nouwen. Na de uitschakeling in de race om de hoofdprijzen, mochten Creemers en Nouwen aantreden om samen met Timina te spelen voor de vijfde tot en met de achtste plaats. Zij verloren de eerste wedstrijd daarvoor met 3-0 van Seok Ha-jung, Park Mi-young en Moon Hyun-jung van Zuid-Korea. Nederland moest vervolgens tegen Hongarije spelen om te bepalen wie zevende en wie achtste werd. Nadat Jie verloor van Petra Lovas en Jiao van Georgina Pota, trokken Timina tegen Szandra Pergel en Jie tegen Pota de stand gelijk. Nederland eindigde als achtste omdat Jiao de laatste wedstrijd tegen Hongarije verloor van Lovas.
België nam niet deel aan het vrouwentoernooi. 

## Uitslagen
| Categorie           | Goud                                                              | Zilver                                                                           | Brons |
| ------------------- | ----------------------------------------------------------------- | -------------------------------------------------------------------------------- | --- |
| Mannenteam Details  | China Ma Lin Ma Long Wang Hao Xu Xin Zhang Jike                   | Duitsland Timo Boll Dimitrij Ovtcharov Christian Süß Bastian Steger Patrick Baum | Japan Jun Mizutani Kaii Yoshida Seiya Kishikawa Kenta Matsudaira Kazuhiro Chan Zuid-Korea Joo Se-hyuk Oh Sang-eun Ryu Seung-min Cho Eon-rae Jeong Young-sik |
| Vrouwenteam Details | Singapore Feng Tianwei Li Jiawei Sun Bei Bei Wang Yuegu Yu Mengyu | China Liu Shiwen Guo Yan Guo Yue Ding Ning Li Xiaoxia                            | Japan Ai Fukuhara Sayaka Hirano Kasumi Ishikawa Hiroko Fujii Ai Fujinuma Duitsland Wu Jiaduo Kristin Silbereisen Elke Schall Sabine Winter                  |